# Conte di Shaftesbury
Conte di Shaftesbury è un titolo fra i pari d'Inghilterra creato il 23 aprile 1672 per Anthony Ashley-Cooper, I barone Ashley, prominente politico del Ministero Cabal che dominò la politica del re Carlo II. Già nel 1631 egli era succeduto a suo padre come secondo baronetto di Rockbourne ed era stato creato "barone Ashley", di Wimborne St Giles nella contea di Dorset, nel 1661, e venne creato "barone Cooper", di Paulett nella contea di Somerset, ottenendo contestualmente la contea. Questi titoli vennero riconosciuti anche nella parìa d'Irlanda. Barone Ashley è utilizzato ancora oggi come titolo di cortesia dal maschio primogenito del conte regnante e suo erede apparente. La "baronettìa", di Rockbourne nella contea di Southampton, venne creata tra i baronetti d'Inghilterra nel 1622 per il padre del primo conte Sir John Cooper. Egli era membro del parlamento per Poole.

## Storia

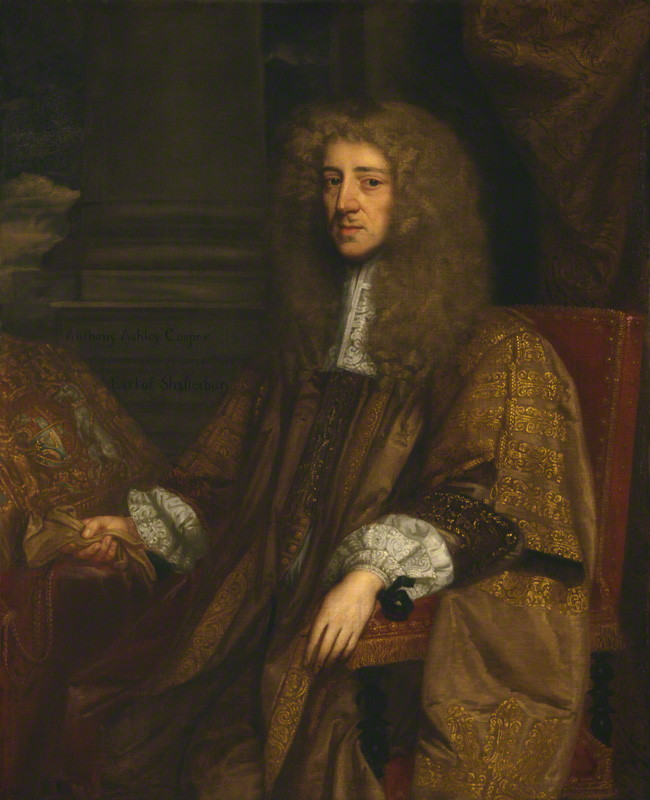
Anthony Ashley Cooper, I conte di Shaftesbury

Il primo conte venne succeduto da suo figlio Anthony Ashley-Cooper, II conte di Shaftesbury. Egli rappresentò Melcombe Regis e Weymouth nella Camera dei comuni. Suo figlio, Anthony Ashley-Cooper, succedette come III conte di Shaftesbury alla sua morte. Il III conte sedette come membro del parlamento ma è soprattutto ricordato come scrittore e filosofo. Alla sua morte, i titoli passarono a suo figlio, Anthony Ashley-Cooper, che divenne IV conte di Shaftesbury. Il IV conte prestò servizio con distinzione nel ruolo di Lord luogotenente del Dorset e consigliere della Colonia di Georgia. Morì nel 1711, data alla quale suo figlio divenne il V conte.
Anthony Ashley-Cooper, V conte di Shaftesbury, venne educato a Winchester e prestò servizio come deputato luogotenente di Dorset. Cropley Ashley-Cooper, fratello minore del V conte, ereditò il titolo di VI conte alla morte del fratello maggiore nel 1811. Il VI conte, rappresentò Dorchester al parlamento inglese, prestando anche servizio nel consiglio privato di sua maestà e Deputy speaker nella Camera dei lord. Alla sua morte, il titolo passò a suo figlio. Il VII conte fu un promettente politico, riformatore sociale e filantropo. Egli divenne particolarmente noto per avere combattuto contro l'abolizione della schiavitù. Suo figlio maggiore, l'VIII conte, sedette come membro del parlamento per Hull e Cricklade. Venne succeduto da suo figlio, il IX conte, che fu Lord Mayor di Belfast, lord luogotenente di Belast, della contea di Antrim e Dorset e Lord Steward of the Household. Alla sua morte i suoi titoli passarono a suo nipote, il X conte, figlio di Anthony Ashley-Cooper, lord Ashley.
Nel 2004 Anthony Ashley-Cooper, X conte di Shaftesbury, venne assassinato dalla sua terza moglie, Jamila M'Barek, e dal fratello di quest'ultima. La coppia venne riconosciuta colpevole del reato nel 2007, ma il corpo del X conte venne ritrovato solo dopo due anni sulle Alpi francesi, completamente smembrato. I titoli sono oggi tenuti da Nicholas Ashley-Cooper, il quale ha ereditato i titoli dopo che suo fratello maggiore, Anthony Ashley Cooper, XI conte di Shaftesbury, morì nel maggio del 2005. L'XI conte morì di un attacco cardiaco a New York mentre era in visita al fratello minore per una vacanza.
Tra gli altri membri notabili della famiglia Ashley-Cooper family citiamo il politico liberale Evelyn Ashley, secondo figlio del VII conte; suo figlio, il noto politico Wilfrid Ashley, I barone Mount Temple, fu membro del partito conservatore e sua figlia, Edwina, sposò Louis Mountbatten e fu l'ultima viceregina d'India.
È attraverso il matrimonio di Edwina con il conte di Mountbatten che i conti di Shaftesbury sono divenuti membri molto vicini alla famiglia reale inglese. Edwina Mountbatten fu uno dei membri principali della società londinese del suo tempo. La madre di Edwina era inoltre Amalia Mary Maud Cassel (1879–1911), figlia del magnate internazionale sir Ernest Cassel, che fu a suo tempo amico e finanziatore privato del futuro re Edoardo VII. Cassel era uno degli uomini più ricchi e potenti dell'Europa dell'epoca.
Quando suo nonno morì nel 1921 Edwina ereditò la sua vasta fortuna, che includeva un patrimonio di 2.000.000 di sterline e cinquemila acri di terreno, oltre alle case di Broadlands, Romsey, nella contea di Hampshire; Brooke House a London; Moulton Paddocks a Newmarket, Suffolk; e la casa al mare presso Branksome Dene a Bournemouth, nel Dorset. Ella ereditò inoltre il castello di Classiebawn, a Mullaghmore, nella contea di Sligo, in Irlanda. Ashley e Mountbatten si sposarono il 18 luglio 1922 nella chiesa di St Margaret, a Westminster. L'intera famiglia reale inglese presenziò al matrimonio e l'allora principe di Galles (futuro Edoardo VIII) fu testimone della coppia. Le relazioni tra le due famiglie continuano tutt'oggi, dal momento che molti membri della famiglia Ashley-Cooper hanno e hanno avuto per padrini o madrine membri della famiglia reale britannica.
Fu nella tenuta di Broadlands che la regina Elisabetta II e suo marito il principe Filippo di Edimburgo, trascorsero la loro luna di miele nel 1947. A loro volta anche il principe Carlo e la sua prima moglie, Diana, trascorsero qui la loro prima notte di nozze nel 1981.

## St Giles House

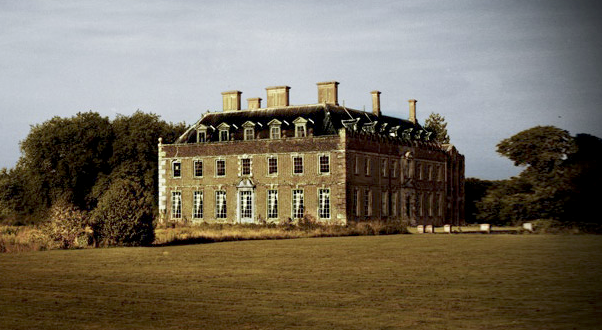
St Giles House, residenza ufficiale dei conti di Shaftesbury

La sede della famiglia è ancora oggi St Giles House, (talvolta indicata come Ashley House) presso Wimborne St Giles nel Dorset. La residenza a Wimborne St Giles divenne proprietà della famiglia Ashley attorno al 1460, per via del matrimonio di Egidia Hamelyn e Robert Ashley, un avo del I conte di Shaftesbury.
Tra i primi detentori della proprietà della residenza si conta la famiglia Malmayne. Matilda Malmayne, erede della proprietà, sposò Edmund Plecy. La linea maschile dei Plecy si estinse sul finire del XIV secolo e pertanto la proprietà passò alla discendente di Edmund e Matilda, Joan Plecy. Lady Joan Plecy si sposò presto con sir John Hamelyn (m. 1399), ma senza eredi maschi, la casa passò alla figlia di sir John, Egidia, la quale in seconde nozze sposò appunto Robert Ashley che la trasmise poi alla sua casata ed ai suoi discendenti.
La costruzione di St Giles House come la vediamo oggi iniziò nel 1651 a opera di sir Anthony Ashley-Cooper, poi I conte di Shaftesbury, sulle rovine dell'antico maniero. Questa grande casa si trova all'interno di una proprietà di circa 1,6 chilometri quadrati, assieme a novecento metri di filari d'alberi d'ingresso alla proprietà. La famiglia è inoltre proprietaria di Lough Neagh, il più grande lago delle isole britanniche.
Come denotato da Christopher Hussey in un suo articolo su St Giles' House, "L'intero complesso, cambiato di poco in due secoli, è uno splendido esempio di maniero del Kent che è divenuto nel tempo di gusto rococò". Tuttavia, dopo la seconda guerra mondiale, gran parte degli arredi originari presenti nella villa sono stati dispersi o venduti.
I conti di Shaftesbury ebbero inoltre da sempre molti contatti con Londra. La moglie del IV conte, lady Susannah Noel, figlia di Baptist Noel, III conte di Gainsborough, fu uno dei 26 aristocratici a sottoscrivere la prima edizione del Thomas Chippendale's Director nel 1754. La sua seconda moglie, Lady Mary Bouverie, era figlia del I visconte Folkestone che fu tra i più importanti patroni di William Hallett e Benjamin Goodison, mentre suo fratello il II visconte acquistò diversi pezzi artistici da William Vile e John Cobb.

## Baronetti Cooper, di Rockbourne (1622)
- Sir John Cooper, I baronetto (died 1631)
- Sir Anthony Ashley-Cooper, II baronetto (1621–1683) (creato "barone Ashley" nel 1661, e "conte di Shaftesbury" nel 1672)

## Conti di Shaftesbury (1672)
- Anthony Ashley-Cooper, I conte di Shaftesbury (1621–1683)
- Anthony Ashley-Cooper, II conte di Shaftesbury (1652–1699)
- Anthony Ashley-Cooper, III conte di Shaftesbury (1671–1713)
- Anthony Ashley-Cooper, IV conte di Shaftesbury (1711–1771)
- Anthony Ashley-Cooper, V conte di Shaftesbury (1761–1811)
- Cropley Ashley-Cooper, VI conte di Shaftesbury (1768–1851)
- Anthony Ashley-Cooper, VII conte di Shaftesbury (1801–1885)
- Anthony Ashley-Cooper, VIII conte di Shaftesbury (1831–1886)
- Anthony Ashley-Cooper, IX conte di Shaftesbury (1869–1961)
  - Anthony Ashley-Cooper, Lord Ashley (1900-1947)
- Anthony Ashley-Cooper, X conte di Shaftesbury (1938–2004)
- Anthony Ashley-Cooper, XI conte di Shaftesbury (1977–2005)
- Nicholas Ashley-Cooper, XII conte di Shaftesbury (n. 1979)

L'erede apparente e l'unica persona abile alla successione nel titolo è il figlio del conte regnante, Anthony Francis Wolfgang Ashley-Cooper, Lord Ashley (n. 2011).